# Manulea cheiranthus
Manulea cheiranthus är en flenörtsväxtart som först beskrevs av Carl von Linné, och fick sitt nu gällande namn av Carl von Linné. Manulea cheiranthus ingår i släktet Manulea och familjen flenörtsväxter. Inga underarter finns listade i Catalogue of Life.